# Crassula fragarioides
Crassula fragarioides (лат.) — вид растений рода Толстянка (Crassula) семейства Толстянковые (Crassulaceae), естественно произрастающий на территории Капской провинции Южно-Африканской Республики.

## Название
Родовое латинское название Crassula происходит от латинского слова crassus, — «толстый», в основном из-за присутствия у растений этого рода сочных листьев.
Видовой латинский эпитет fragarioides переводится как «похожий на Fragaria».

## Ботаническое описание
Многолетник, формирующий прикорневые, плотные соцветия. Корни мочковатые. Стебли с короткими ветвями, прямостоячие или полегающие, до 3 мм длиной, сочные, теретные, диаметром до 1,5 мм, голые. Листья сидячие, твердые, неопадающие, обратноланцетные, булавовидные, размером 4–8 (-10) х 3–5 мм, толщиной у верхушки до 4 мм, с красновато-фиолетовыми открытыми частями, верхняя поверхность плоская, выпуклая, становится слегка желобчатой в засушливый сезон, нижняя поверхность выпуклая, зеленая, с крупными сосочками, покрытыми многочисленными, короткими, белыми, полупрозрачными, шаровидными трихомами; вершина подострая.
Соцветие верхушечное, круглый тирс, диаметром 7 – 11 мм, высотой 10 – 22 мм, с 8 – 18, 5-членными цветками на короткой ножке, покрытыми множеством коротких прямостоячих белых трихом, прицветники листовидные, треугольные, 2,5–3 х 1–1,5 мм, вершины тупые, мелкореснитчатые; цветонос покрыт заостренными полупрозрачными трихомами. Цветки: Чашечка 3 мм длиной, чашелистики треугольно-ланцетные, 1,5 х 0,8 мм, почти голые, с рассеянными трихомами и четкими краевыми ресничками, вершина от тупой до подострой; лепестки пандуриформные, белые, 3,5 х 1 мм, восходящие, каждый с почти шаровидным придатком на вершине длиной 0,8 мм; пыльники желтовато-зеленые.

## Таксономия
Crassula fragarioides van Jaarsv. & Helme, первое упоминание в Bradleya 29: 53 (2011).